# Marie-Anne Pierrette Paulze
Marie-Anne-Pierrette Paulze (Montbrison, 20 de gener de 1758 - París, 10 de febrer de 1836), també coneguda pel seu nom de casada, Marie-Anne Lavoisier, va ser una química francesa, sovint anomenada "la mare de la química moderna" pels seus assoliments científics en aquest camp.

## Biografia
El pare, Jacques Paulze, senyor de Chasteignolles (1723-1794), era un polític i financer, director de la Companyia Francesa de les Índies Orientals, part de la Ferme générale, una companyia que cobrava els impostos per a la monarquia francesa. La seva mare, Claudine Catherine Thoynet de Rozières, una aristòcrata neboda de l'abat Joseph Marie Terray (1715-1778), controlador general de les finances del rei Lluís XVI, va morir el 1761, quan ella tenia només tres anys i el seu germà Christian sis. La nena va ser llavors enviada a un convent, on va rebre la seva educació.
Als catorze anys va ser demanada en matrimoni pel comte d'Amerval, que li triplicava l'edat, però Marie-Anne s'hi oposà amb fermesa. El seu pare va ser amenaçat per l'abat Terray de perdre la seva ocupació si ho refusava. Paulze pensà que podria casar-la amb un altre férmier, Antoine Laurent Lavoisier, de 28 anys, noble, advocat i químic, que coneixia Marie-Anne, amb la qual havien gaudit de la música, havien parlat d'astronomia, geologia i química, i que també havia perdut la seva mare als tres anys. Lavoisier i Marie-Anne acceptaren, també l'abat Terray, que oficià el casament a la seva capella privada el 16 de desembre de 1771. Anaren a viure a la casa de Lavoisier, al carrer Neuve-des-Bons-Enfants de París, prop del Palais Royal. No va tenir fills.
Prompte Paulze va començar a interessar-se per la investigació científica i va participar activament en el treball de laboratori. A mesura que el seu interès avançava, va rebre instrucció formal en química de part de Jean-Baptiste Bucquet i Philippe Gingembre. A casa seva també organitzava reunions dos cops per setmana amb importants personalitats, entre els quals destaquen Benjamin Franklin (1706-1790); Pierre Samuel Dupont de Nemours (1739-1817), sir Charles Blagden (1748-1820), Arthur Young, etc. El 1775, el seu marit va ser designat administrador de la pólvora, per la qual cosa ella es va haver de mudar amb ell a l'Arsenal a París, on traslladà el seu laboratori i on realitzà les investigacions més destacades.
Durant la Revolució francesa, ja en l'etapa del Regnat del terror, al 1793, el seu marit i el seu pare van ser acusats de traïció i empresonats. Paulze va lluitar per obtenir la seva llibertat, actuant com a defensa al judici, però finalment van ser condemnats a mort i tots els seus béns (els d'ella també) van ser confiscats pel govern revolucionari, incloent els quaderns de notes i el laboratori.
El 24 de juny de 1794 Paulze va ser detinguda, però 65 dies després va ser alliberada gràcies a les cartes que envià de protesta a diferents institucions de l'estat. A finals de setembre va fugir a refugiar-se prop de Lons-le-Saunier, tenia 35 anys. L'agost del 1795 aconseguí recuperar part dels seus béns i l'abril del 1796 els instruments i els quaderns de laboratori.
Entre 1796 i 1800 realitzà diversos viatges per Itàlia, Alemanya i Anglaterra. Es va casar a l'ajuntament de París amb Benjamin Thompson, comte de Rumford (1753-1814) i anaren a viure a París. Es va separar el 1806. Paulze seguí organitzant festes amb convidats importants, com Francesc Aragó, Alexander von Humboldt, etc.
Va morir el 10 de febrer de 1836 a la seva casa de París, als 78 anys.

## Obra

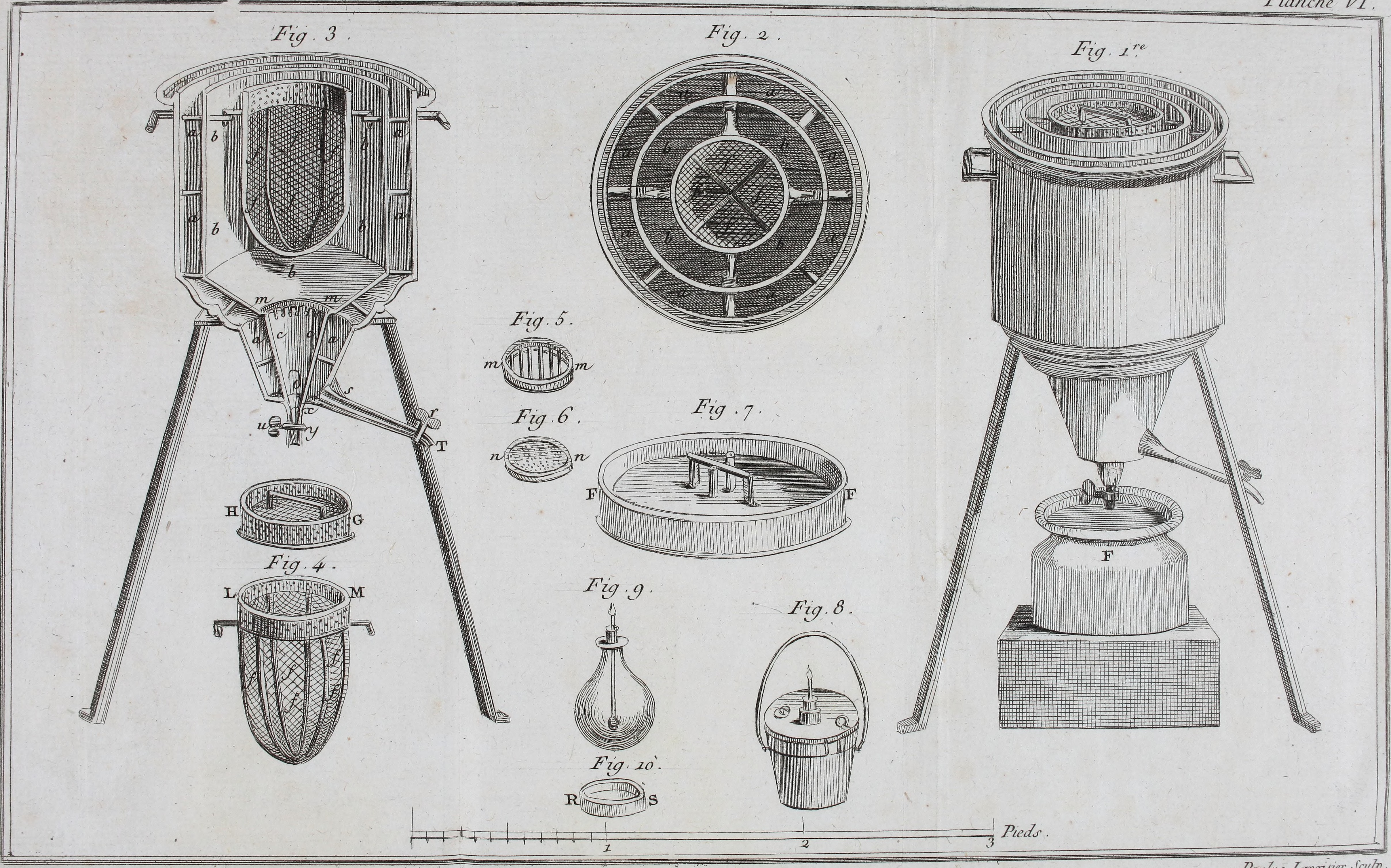
Gravat del Traité Élémentaire de Chimie realitzat per Marie-Anne Paulze

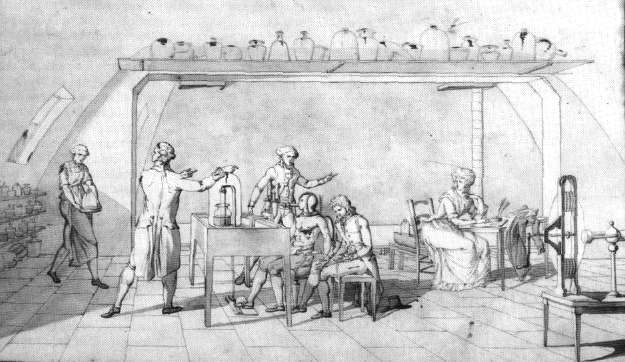
Experiments sobre la respiració de Lavoisier, obra de Marie-Anne Paulze Lavoisier

Va publicar les Memòries de química "de Lavoisier", a nom del seu marit. Donat que ningú volia ser associat amb un ciutadà que havia estat guillotinat, Paulze va asumir el cost d'impressió del treball, fent una primera tirada curta, d'uns 300 exemplars, que va repartir entre els científics d'ambdós costats de l'Atlàntic. El primer volum conté els treballs sobre la calor i la formació dels líquids, mentre que el segon està dedicat a les idees sobre combustió, aire, calcinació de metalls, acció dels àcids, i la composició de l'aigua.
Paulze va aprendre llatí, anglès i italià, la qual cosa li va permetre traduir obres d'importants científics. Com a traductora, destaca la traducció el 1788 de l'Essay on Phlogiston (1787) del químic irlandès Richard Kirwan (1733-1812), un dels darrers defensors de la teoria del flogist, i alhora criticat per ella mateixa amb notes al peu amb les quals puntualitzava els errors químics del treball. També va traduir obres de Joseph Priestley (1732-1804), Henry Cavendish (1731-1810) i altres investigadors, que van resultar una aportació inestimable per a Lavoisier. En el cas del flogist, va ser la traducció de Marie-Anne la que va dur Lavoisier a la convicció que la hipòtesi era incorrecta, i al seu torn el va orientar en els seus estudis sobre la combustió i el descobriment de l'oxigen. Per altra banda, Marie-Anne assistia Lavoisier al laboratori durant el dia, anotant observacions en un llibre i dibuixant diagrames dels seus dissenys experimentals. Els estudis que va realitzar amb el pintor Jacques-Louis David (1748-1825) li van permetre dibuixar amb precisió els aparells del laboratori, que finalment van resultar de gran utilitat quan es va buscar entendre els mètodes i resultats de Lavoisier. En destaquen els que realitzà per al llibre més important que publicà Lavoisier, el Traité Élémentaire de Chimie del 1789.